# Grindcore
A grindcore egy extrém zenei műfaj, amely az 1980-as évek közepén alakult ki. Gyökerei a legdurvább zenei műfajokból – mint a death metal, a hardcore punk, a noise és ipari zenék – eredeztethetőek.

## Műfaji jellemzők
A grindcore-t zeneileg a súlyosan torzított, mélyre hangolt gitárok, a gyors tempó, a blast beatek, valamint a hörgést vagy fejhangú visítást tartalmazó ének jellemzi. A stílus alapjait az olyan úttörő zenekarok tették le, mint a Napalm Death, az Extreme Noise Terror és a Carcass. Főleg Észak-Amerikában és Európában terjedt el, olyan népszerű előadók révén, mint a Brutal Truth, vagy a Nasum. A dalszövegek témája a társadalmi és politikai problémáktól kezdve a véres-beles történetekig és a fekete humorig terjednek.
A grindcore hírhedt jellegzetessége az úgy nevezett „mikrodalok”. Számos együttes készít mindössze pár másodperces számokat. A világ legrövidebb dalának Guinness-rekordját a brit Napalm Death tartja az 1,316 másodperc hosszú You Suffer című 1987-es dalával.

## Fordítás
Ez a szócikk részben vagy egészben  a   Grindcore című angol Wikipédia-szócikk fordításán alapul.  Az eredeti cikk szerkesztőit annak laptörténete sorolja fel. Ez a jelzés csupán a megfogalmazás eredetét és a szerzői jogokat jelzi, nem szolgál a cikkben szereplő információk forrásmegjelöléseként.